# Sellacoxa
Sellacoxa is een geslacht van plantenetende ornithischische dinosauriërs, behorend tot de groep van de Euornithopoda, dat tijdens het late Krijt leefde in het gebied van het huidige Engeland. De enige benoemde soort is Sellacoxa pauli.

## Vondst en naamgeving
In mei 1873 vond John Hopkinson in de Old Roar Quarry, bij Silverhill, nabij Hastings, East Sussex, het fossiel van een dinosauriër. De resten werden door Arthur Smith Woodward toegewezen aan Iguanodon dawsoni nadat Charles Dawson zelf het fossiel in 1909 verwierf en toevoegde aan de collectie van het British Museum of Natural History.
In 2010 echter concludeerden Kenneth Carpenter en Yusuke Ishida dat de vorm sterk afweek van alle bekende soorten en benoemden en beschreven de nieuwe typesoort Sellacoxa pauli. De geslachtsnaam is afglei dvan het Latijnse sella, "zadel" en coxa, "heupen", een verwijzing naar het zadelvormige darmbeen. De soortaanduiding eert Gregory S. Paul wegens zijn erkenning — onder andere door het zelf benoemen van nieuwe soorten — van het feit dat de diversiteit onder Europese Iguanodontia groter is dan eerder in de formele naamgeving tot uitdrukking kwam.
Het holotype, BMNH R 3788, is gevonden in de onderste Wadhurst Clay een laag uit de Hastings Beds Group die dateert uit het onderste Valanginien. Het bestaat uit de rechterhelft van een bekken, inclusief darmbeen, schaambeen en zitbeen, met daaraan vastgegroeid dertien sacrale wervels en achterste ruggenwervels.

## Beschrijving
Sellacoxa is een grote tweevoetige planteneter. Het darmbeen is naar schatting tachtig centimeter lang wat wijst op een lichaamslengte van ongeveer acht meter en een gewicht van twee ton.
Zoals het specimen gevonden is, maakt het blad van het darmbeen een hoek van ongeveer 30° met de as van de wervelkolom, terwijl ze bij verwante soorten parallel lopen. De beschrijvers denken echter dat tijdens het fossiliseringsproces het bekken losgeraakt is van de wervels en verschoven. Het schaambeen raakt nu de ruggengraat, iets wat bij het levende dier wel niet het geval zal zijn geweest daar het de functie heeft de darmmassa te ondersteunen.
De beschrijvers hebben de volgende unieke afgeleide eigenschappen, autapomorfieën, vastgesteld: het darmbeen is zadelvormig met op de bovenrand van het blad een deuk tussen twee uitstekende gedeelten ter hoogte van het punt waar het voorblad en achterblad samenkomen; de opening tussen het voorblad en het ermee parallel lopende schaambeen is nauw; het darmbeen is hoog; het aanhangsel voor het zitbeen steekt zijwaarts uit van het hoofdgedeelte van het darmbeen; het schaambeen is hoog en de bovenrand en onderrand lopen parallel; het aanhangsel aan het schaambeen dat contact makt met het zitbeen is massief gebouwd en steekt naar beneden uit; het zitbeen is T-vormig met een rechte slanke schacht.
Het darmbeen heeft erg uitzonderlijke vorm voor een iguanodontiër: het is gevormd als een in een enkel vlak liggende plaat zonder bovenaan naar buiten te buigen. Iets minder uitzonderlijk is de afwijkende oriëntatie van het voorste blad van het darmbeen; dit wordt ook aangetroffen bij Iguanodon bernissartensis.

## Fylogenie
De beschrijvers hebben aangegeven dat Sellacoxa zich basaal in de Iguanodontia bevindt, maar hebben geen exacte cladistische analyse uitgevoerd om de precieze plaats in de stamboom te bepalen.